# Nezuovo muzeum
Nezuovo muzeum (根津美術館), dříve Nezuúv institut umění, je muzeum umění v tokijské čtvrti Minato. Je zde soukromá sbírka předmoderního japonského a východoasijského umění z odkazu Kaičiró Nezua (1860–1940). Muzeum vzniklo po jeho smrti a otevřelo v roce 1941. Během druhé světové války byly sbírky ukryty mimo Tokio a unikly zničení, když byl objekt v květnu 1945 vybombardován. Expozice byla obnovena po válce v roce 1946. V roce 2009 muzeum dostalo novou budovu od japonského architekta Kenga Kumy.
Pýchou sbírky je dvojice paravánů z období Edo, které malbami vyzdobil Kórin Ogata. Jsou tu i další obrazy slavných malířů, kaligrafie, sochy, keramika, textil a archeologické nálezy, jakož i umělecké předměty z laku, kovu a dřeva. Zajímavé jsou čínské bronzy z období dynastií Šang a Čou. Muzeum je známé také svou rozsáhlou zahradou v japonském stylu.